# Cerkiew Świętego Onufrego w Husiatynie
Cerkiew św. Onufrego w Husiatynie – zabytkowa greckokatolicka cerkiew parafialna w osiedlu typu miejskiego Husiatynie, siedzibie rejonu husiatyńskiego w obwodzie tarnopolskim na Ukrainie. Należy do rodzaju tak zwanych cerkwi 3-konchowych.

## Historia, opis
Świątynia została zbudowana jako cerkiew prawosławna w ostatnim dziesięcioleciu XVI w. lub na początku wieku XVII. Pierwotnie była to cerkiew obronna z dwukondygnacyjną wieżą, jednak górny poziom tej ostatniej z wyraźnymi elementami obronnymi nie zachował się. Podczas okupacji tureckiej w latach 1672—1699 pełniła funkcję meczetu.
14 lipca 1893 cerkiew spłonęła podczas pożaru w Husiatynie.
Nawa budynku jest prostokątna, przylegają do niej absydy, do których z kolei przylegają dodatkowe pomieszczenia. Cerkiew nie posiada prawie żadnej dekoracji zewnętrznej, jej okna, bez obramowań, zlokalizowane są w połowie wysokości ścian. Nawa świątynna przykryta jest sklepieniem kolebkowym. Wszystkie komponenty bryły budynku łączą się ze sobą wewnątrz poprzez arkadowe przejścia. Nad nawą znajduje się kopuła z sygnaturką zlokalizowana na ośmiobocznym bębnie. Architektura cerkwi nosi wyraźne cechy wschodniochrześciańskiego budownictwa sakralnego Wołynia i Mołdawii.
W 2015 na cerkwi zbudowano cztery kopułki oraz od frontu portyk z jońskimi kolumnami.
Według legendy w cerkwi został ochrzczony Seweryn Nalewajko.